# Бурнаш, Ремзи Керимович
Ремзи Керимович Бурнаш (Бурнашев; крымскотат. Remzi Burnaş; 17 июня 1920, Тав-Даир, Таврическая губерния — 10 мая 1982, Хаккулабад, Наманганская область) — советский крымскотатарский поэт и педагог. Член Союза писателей СССР. Участник Великой Отечественной войны.

## Биография
Родился 17 июня 1920 года в селе Тав-Даир Симферопольского уезда. Учился в Крымскотатарской образцово-показательной школе № 13 в Симферополе.
Окончил Ялтинский педагогический техникум (1938), после чего работал школьным учителем. В 1930-х годах началась публикация его литературных произведений.
В 1939 году был призван в Красную армию из Симферопольского районного военного комиссариата. Участник Великой Отечественной войны в составе войск Ленинградского фронта, трижды получал ранения. Служил начальником химической службы в 367-м отдельном армейском инженерном батальоне и 175-м инженерно-сапёрном Лужском батальоне. Получил звание лейтенанта. Был удостоен медали «За оборону Ленинграда» и ордена Красной Звезды.
После окончания войны и в результате депортации крымских татар проживал в селе Хакулабад Наманганской области Узбекской ССР, где работал школьным учителем. В 1956 году окончил Саратовский университет.
Его стихи были опубликованы в коллективных сборниках «Догъмушлар» («Родные», 1964), «Мавы саиллер» («Голубые берега», 1966), «Октябрь ёлунен» («Дорогой Октября», 1968). Бурнаш — автор поэтических сборников «Юрек йырлары» («Песни сердца», 1970), «Эдеп чокърагъы» («Источник чести», 1975), «Майыс сабасы» («Майское утро», 1981; все — Ташкент), «Сайлама эсерлер» («Избранные произведения», Симферополь, 1994).
Скончался 10 мая 1982 года в Хаккулабаде.

## Награды
- Медаль «За оборону Ленинграда» (11 июня 1943)[1]
- Орден Красной Звезды (24 июня 1944)[1]